# Курба (Ярославская область)
Ку́рба — село в Ярославском районе Ярославской области России.
В рамках организации местного самоуправления является административным центром Курбского сельского поселения; в рамках административно-территориального устройства включается в Курбский сельский округ в качестве его центра.
Курба — одно из самых больших и древних сел ярославской земли. В XV—XVI веках здесь была вотчина князей Курбских, потомков ярославских удельных князей.

## География
Расположено на реке Курбица, в 20 км юго-западнее города Ярославля, в правобережной части района.

## История
Издавна было главным селением удела князей Курбских. Жители села занимались торговлей и промыслами. Здесь сходилось несколько просёлочных торговых дорог.
После бегства Андрея Курбского вотчина была отобрана у этого рода и впоследствии не раз меняла хозяев. С 1743 года по середину XIX века селом владели Нарышкины. Как пишет один из краеведов, это было одно из «торговых сёл», где многие крестьяне были фактически купцами, а уровень благоустройства приближался к небольшим городкам.
- В 1895 году в Курбе была открыта одна из первых в Ярославской губернии сельских библиотек.
- В 1944—1957 годах Курба была центром одноимённого района.

## Достопримечательности
В XVIII веке в селе была построена Воскресенская церковь, представлявшая собой типичный для своего времени бесстолпный пятиглавый храм. В советское время она была закрыта, лишилась глав и полностью утратила прежний облик.
В 1770 году рядом с Воскресенской церковью возвели новую, во имя Казанской иконы Божией матери. Шестнадцатилепестковый план храма, сочетающего традиции ярославского зодчества со стилистикой нарышкинского барокко, не имеет аналогов в русской архитектуре. Интерьеры, от пола до потолка, расписаны фресками на сюжеты Ветхого и Нового завета. Рядом находится отдельно стоящая высокая пятиярусная колокольня.
Поблизости расположен также храмовый комплекс в погосте Васильевское (1745 г.), ставшем частью Курбы.

## Население
| 1859 | 1897  | 2007  | 2010  |
| ---- | ----- | ----- | ----- |
| 758  | ↗1034 | ↗1468 | ↘1281 |

По состоянию на 1989 год в селе проживало 1547 человек.
По состоянию на 2002 год население составляло 1286 человек, 2008 год — 1493 человек, на 2017 год — 1417 человек.
Согласно результатам переписи 2010 года население составляло 1281 человек, в том числе 619 мужчин и 662 женщины.
По оценке на 2021 год в селе проживали 1317 человек.

## Инфраструктура
В селе есть 4 действующих магазина (Магазин № 1, Магазин № 5, «Ольга», «Пятёрочка»), пункт выдачи интернет-заказов «OZON», 2 аптеки, детский сад, школа, амбулатория (стационар, поликлиника, рентгенкабинет, отделение сестринского ухода) (филиал Ярославской центральной районной больницы), почтовое отделение № 150533, библиотека, АТС, и автостанция (была закрыта в 2014 году).
Улицы
- Молодёжная
- Новая
- Почтовая
- Советская
- Солнечная
- Строителей
- Школьная
- Юбилейная
- Ярославская
- переулок Нагорный

## Достопримечательности
- Памятник воинам-землякам, погибшим во время Великой Отечественной войны[15].

## Известные уроженцы и жители
- Галкин Николай Сергеевич — историк, краевед, автор книги «Село Курба. Очерки по истории села Курбы Ярославской области». Заслуженный учитель РСФСР[16].
- Кокин, Георгий Михайлович (1907—1984) — главный конструктор Ярославского и Минского автомобильных заводов, профессор Белорусского политехнического института.
- Корчагин Владимир Матвеевич (1912—1995) — редактор газеты «Сталинец», военный корреспондент газет «Крылья Советов», «Советский флот», журнала «Советское военное обозрение». Член редакционной комиссии книги «4-я Воздушная армия в ВОВ» (1968). Работал над книгой военных мемуаров «С думой о Родине» (1982). Родился в д. Дулепово близ с. Курба Ярославского района[17].
- Костылев, Валентин Иванович (1884—1950) — советский писатель, прозаик, автор романа-трилогии «Иван Грозный». Детство и юность провел в имении своего дяди в д. Нагорное близ с. Курба[18].
- Сыромятников, Сергей Петрович (1891—1951) — инженер-теплотехник, учёный в области паровозостроения, академик АН СССР, заслуженный деятель науки и техники РСФСР, генерал-директор тяги 1 ранга.
- Чистяков Николай Афанасьевич (1888—1941) — пеpвый пpедседатель Куpбского волостного Совета. Возглавлял местную власть во времена Красной Армии. Заместитель директора ярославского завода «Красный маяк». Родился в с. Курба. Похоронен в Московском некрополе[19].

## Транспорт
Курба обслуживается пригородными автобусными маршрутами №№ 153 «Ярославль-Главный — Курба», 154 «Ярославль-Главный — Ширинье (через Курбу)», 156 «Ярославль-Главный — Курба», 160 «Ярославль (Автовокзал) — Иванищево».